# Independent Spirit Awards 2002
Die 17. Verleihung der Independent Spirit Awards fand am 23. März 2002 statt.

## Zusammenfassung
Christopher Nolans psychedelischer Thriller Memento wurde bester Film und gewann noch drei weitere Auszeichnungen. Der Film hatte starke Konkurrenz: In the Bedroom (drei Awards), Ghost World (zwei Awards, davon der zweite für Steve Buscemi), L.I.E. (ein Award, sechs Nominierungen), Hedwig and the Angry Inch (fünf Nominierungen) und Donnie Darko (drei Nominierungen). Erstaunlich wenige Nominierungen erhielten Marc Forsters Monster’s Ball, Richard Linklaters Waking Life und David Lynchs Mulholland Dr. Jean-Pierre Jeunet gewann mit Die fabelhafte Welt der Amélie (Le fabuleux destin d’Amélie Poulain) den Preis – den besten ausländischen Film gegen die starke Konkurrenz von Jonathan Glazer und Alejandro González Iñárritu.

## Gewinner und Nominierte

### Bester Film
Memento – Jennifer Todd, Suzanne Todd
Hedwig and the Angry Inch – Christine Vachon, Katie Roumel, Pamela Koffler
L.I.E. – Rene Bastian, Linda Moran, Michael Cuesta
Things Behind the Sun – Daniel Hassid, Doug Mankoff, Robin Alper
Waking Life – Anne Walker-McBay, Tommy Pallotta, Palmer West, Jonah Smith

### Bester Debütfilm
In the Bedroom – Todd Field
The Believer – Henry Bean
Beziehungen und andere Katastrophen (The Anniversary Party) – Jennifer Jason Leigh, Alan Cumming
Donnie Darko – Richard Kelly
Ghost World – Terry Zwigoff

### Beste Dokumentation
Dogtown and Z-Boys – Stacy Peralta
Go Tigers! – Kenneth A. Carlson
Hass und Hoffnung – Kinder im Nahostkonflikt (Promises) – Justine Shapiro, B. Z. Goldberg, Carlos Bolado
LaLee’s Kin: The Legacy of Cotton – Susan Froemke, Deborah Dickson, Albert Maysles
Scratch – Doug Pray

### Bester Hauptdarsteller
Tom Wilkinson – In the Bedroom
Brian Cox – L.I.E.
Ryan Gosling – The Believer
Jake Gyllenhaal – Donnie Darko
John Cameron Mitchell – Hedwig and the Angry Inch

### Beste Hauptdarstellerin
Sissy Spacek – In the Bedroom
Kim Dickens – Things Behind the Sun
Molly Parker – Macht der Begierde (The Center of the World)
Tilda Swinton – The Deep End
Kerry Washington – Lift

### Bester Nebendarsteller
Steve Buscemi – Ghost World
Don Cheadle – Things Behind the Sun
Billy Kay – L.I.E.
Garrett Morris – Jackpot
John C. Reilly – Beziehungen und andere Katastrophen (The Anniversary Party)

### Beste Nebendarstellerin
Carrie-Anne Moss – Memento
Davenia McFadden – Stranger Inside
Summer Phoenix – The Believer
Uma Thurman – Tape
Tamara Tunie – The Caveman’s Valentine

### Bestes Leinwanddebüt
Paul Dano – L.I.E.
Hilary Howard, Anthony Leslie, Mitchell Riggs – Kaaterskill Falls
Clint Jordan – Virgil Bliss
Ana Reeder – Acts of Worship
Yolonda Ross – Stranger Inside

### Beste Regie
Christopher Nolan – Memento
Michael Cuesta – L.I.E.
Cheryl Dunye – Stranger Inside
Richard Linklater – Waking Life
John Cameron Mitchell – Hedwig and the Angry Inch

### Bestes Drehbuch
Christopher Nolan – Memento
Milo Addica, Will Rokos – Monster’s Ball
Henry Bean – The Believer
Robert Festinger, Todd Field – In the Bedroom
Richard Linklater – Waking Life

### Bestes Drehbuchdebüt
Daniel Clowes, Terry Zwigoff – Ghost World
Richard Kelly – Donnie Darko
Jennifer Jason Leigh, Alan Cumming – Beziehungen und andere Katastrophen (The Anniversary Party)
John Cameron Mitchell – Hedwig and the Angry Inch
Stephen M. Ryder, Michael Cuesta, Gerald Cuesta – L.I.E.

### Beste Kamera
Peter Deming – Mulholland Dr.
Frank G. DeMarco – Hedwig and the Angry Inch
W. Mott Hupfel III – The American Astronaut
Giles Nuttgens – The Deep End
Wally Pfister – Memento

### John Cassavetes Award
Michael Polish, Mark Polish – Jackpot
Josh Apter, Peter Olsen – Kaaterskill Falls
John Maggio, Joe Maggio – Virgil Bliss
Patrick-Ian Polk, Tracy E. Edmonds, Michael McQuarn – Punks
Rosemary Rodriguez, Nadia Leonelli, Fredrik Sundwall – Acts of Worship

### Producers Award
Rene Bastian, Linda Moran – Martin & Orloff und L.I.E.
Adrienne Gruber – Treasure Island und Olympia
Jasmine Kosovic – Just One Time und The Adventures of Sebastian Cole
Nadia Leonelli – Acts of Worship und Perfume

### Truer Than Fiction Award
Monteith McCollum – Hybrid
Edet Belzberg – Asphaltkinder in Bukarest (Children Underground)
Sandi Simcha Dubowski – Zittern im Angesicht des Herrn (Trembling before G-d)
B. Z. Goldberg, Carlos Bolado, Justine Shapiro – Hass und Hoffnung – Kinder im Nahostkonflikt (Promises)
Alix Lambert – The Mark of Caïn

### Bester ausländischer Film
Die fabelhafte Welt der Amélie (Le fabuleux destin d’Amélie Poulain) – Jean-Pierre Jeunet
Amores Perros (Amores perros) – Alejandro González Iñárritu
Lumumba – Raoul Peck
Sexy Beast – Jonathan Glazer
Zusammen! (Tillsammans!) – Lukas Moodysson

### Someone to Watch Award
Debra Eisenstadt – Daydream Believer
DeMane Davis, Khari Streeter – Lift
Michael Gilio – Kwik Stop
David Maquiling – Too Much Sleep